# Якштас, Альфонсас Антанович
Альфонсас Антанович Якштас — советский литовский хозяйственный деятель, Герой Социалистического Труда.

## Биография
Родился в 1917 году в Аляне. Член КПСС с 1951 года.
Участник Великой Отечественной войны
В 1946—1978 — шофёр Вильнюсской автотранспортной конторы Министерства автомобильного транспорта и шоссейных дорог Литовской ССР.
Указом Президиума Верховного Совета СССР от 5 октября 1966 года присвоено звание Героя Социалистического Труда с вручением ордена Ленина и золотой медали «Серп и Молот».
Заслуженный работник транспорта Литовской ССР (1977).
Умер в 1978 году в Вильнюсе.

## Награды и звания
- Герой Социалистического Труда (05.10.1966)
- Орден Ленина (05.10.1966)